# Bruno von Montluisant

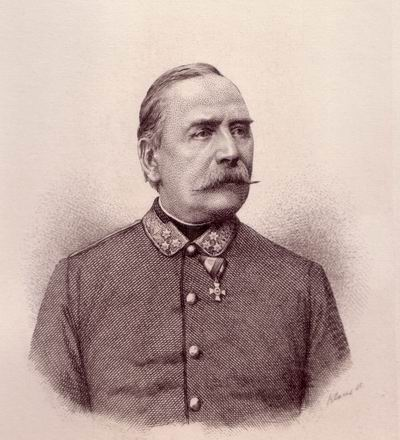
Bruno von Montluisant, um 1870

Bruno Freiherr von Montluisant (25. Mai 1815 in Maria Enzersdorf – 20. August 1898 in Graz) war ein österreichischer Offizier, zuletzt Generalmajor (Charakter), der 1866 als Oberst im dritten italienischen Unabhängigkeitskrieg bei der Verteidigung Tirols besondere Verdienste bei der Führung der Kaiserjäger erwarb.

## Leben und militärische Laufbahn
Montluisant wurde 1815 in Enzersdorf bei Wien als Sohn des Maria-Theresien Ritters Johann von Montluisant (1768–1816) geboren. Mit dem Ziel in die Fußstapfen seines Vaters zu treten, kam Bruno bald in eine Schule für militärische Ausbildung. Er trat als Fähnrich in die Knaben-Erziehungsanstalt des Infanterie-Regiments Nr. 49 ein, aus welchem er am 16. Dezember 1832 als Kadett ausgemustert wurde, anschließend wurde er im Infanterie-Regiment Nr. 12 „Fürst Liechtenstein“ eingeteilt. Am 1. November 1833 wurde er zum Tiroler Kaiserjäger-Regiment versetzt, bei dem er seine weitere militärische Laufbahn absolvierte: Am 1. November 1834 wurde er zum Secondeleutnant befördert, am 1. September 1845 zum Oberleutnant und am 1. November 1848 zum Kapitän-Leutnant.
Montluisant heiratete im Februar 1861 Theresia von Rajacovics; seine Frau verstarb jedoch schon am 26. Jänner 1864 durch eine Krankheit.
Am 1. Jänner 1870 erhielt der Offizier anlässlich der Verabschiedung in den Ruhestand den Charakter eines Generalmajors ad honorum. Er starb 1898 in Graz.

### In den ersten beiden Unabhängigkeitskriegen Italiens
Montluisant nahm als Soldat des Kaiserjäger-Regiments an allen drei Italienischen Unabhängigkeitskriegen auf der österreichischen Seite teil.
Während der Revolution von 1848 in Italien kämpfte er bei Pastrengo (28.–30. April), bei Curtatone (29. Mai), bei Vicenza (10. Juni), bei Sona (23. Juli), bei Sommacampagna und Salionze (24. Juli) und in der Schlacht von Custozza am 25. Juli. Am 4. August 1848 nahm er am Vormarsch auf Mailand teil, schließlich standen seine Jäger am 28. Oktober vor Verceja. Während des zweiwöchigen Feldzuges von 1849 nahm er am Gefecht bei Vercelli (23. März) teil und wurde am 1. April zum Hauptmann befördert.
Montluisant erhielt im Feldzug von 1859 das Kommando über das 6. Bataillon des Kaiserjäger-Regiments, mit dem er am Krieg gegen Frankreich und Piemont teilnahm. Er kämpfte infolge in der Schlacht von Magenta (4. Juli) und der bei Solferino (24. Juli). Für sein Verhalten während dieser Kampagne erhielt er den Orden der Eisernen Krone 3. Klasse. Am 28. März 1855 erfolgte die Beförderung zum Major und am 7. Februar 1860 zum Oberstleutnant im Kaiserjäger-Regiment, dessen Kommandant im Rang eines Obersts er am 27. Dezember 1864 wurde.

### Im Krieg von 1866

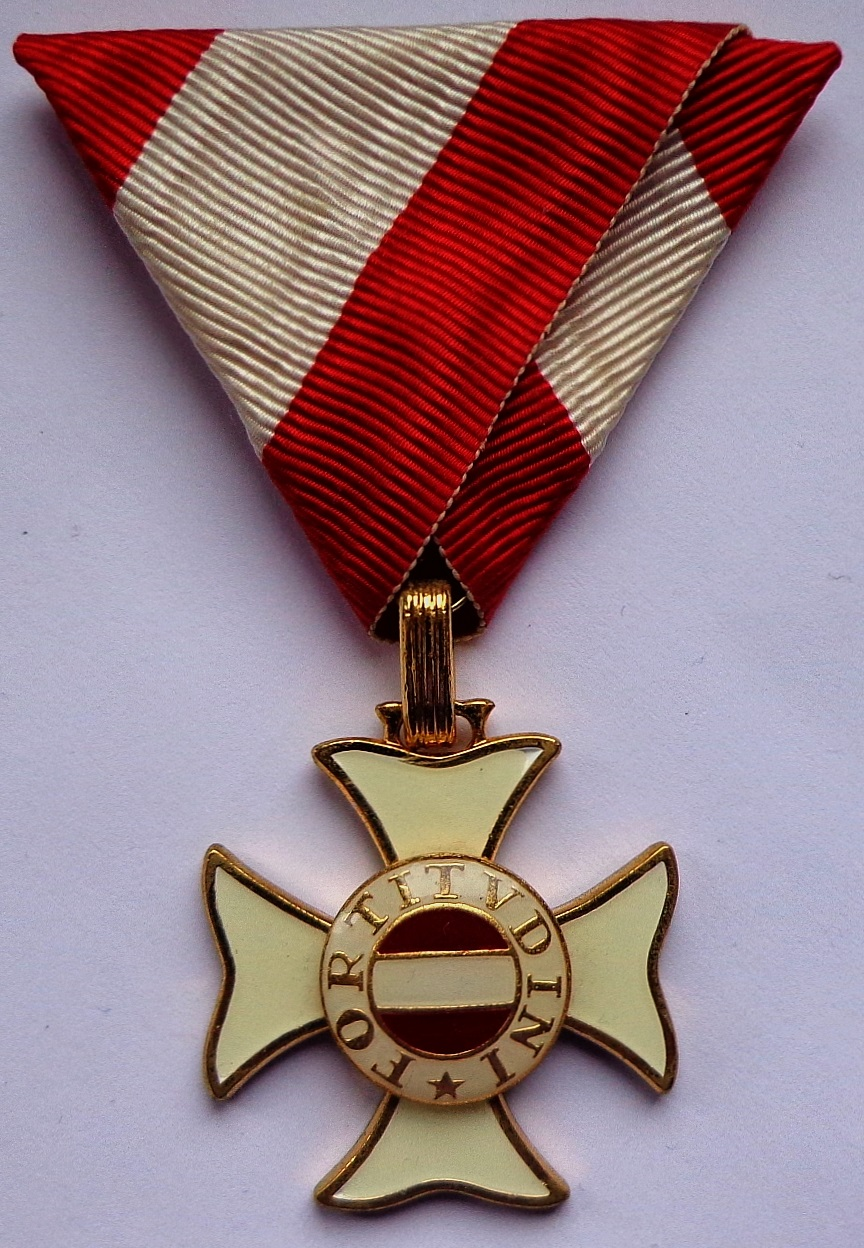
Ritterkreuz des Militär-Maria-Theresien-Ordens

Im Juni 1866 erhielt Montluisant das Kommando über eine halbe Brigade der Kaiserjäger und bewährte sich unter dem Oberbefehl von Generalmajor Kuhn von Kuhnenfeld bei der Verteidigung des südlichen Tirol gegen die angreifenden italienischen Freischaren unter Giuseppe Garibaldi.
Nach mehrwöchigen Gefechten um den Monte Suello und in Condino hatten Garibaldis Freiwillige das Forte d’Ampola erobert. Dies erlaubte Garibaldi, ins Valle di Ledro vorzudringen, wo er jedoch auf den erbitterten Widerstand der österreichischen Truppen stieß. Am 19. Juli 1866 erhielt Montluisant vom Truppenkommando für Tirol und Vorarlberg den Befehl, mit seiner Brigade über Pranzo und Campo vorzugehen. Trotz zahlenmäßiger Unterlegenheit führte Montluisants Brigade den Gegenangriff auf Forte d’Ampola durch. Zwar ging diese Schlacht bei Bezzecca genannte Episode des Kriegs für die Österreicher schließlich doch verloren, nachdem es Garibaldis Truppen noch am 21. Juli gelungen war die Ortschaft Bezzecca zu erobern, aber die italienischen Freischaren erlitten dabei schwere Verluste. Der taktisch erfolgreiche Einsatz von Montluisants Brigade verschaffte General Kuhn von Kuhnenfeld außerdem die nötige Zeit, in der Nacht vom 23. auf den 24. Juli ohne Gegenwehr Garibaldis nach Trient vorrücken und die Stadt vor dessen Zugriff bewahren zu können. 
Montluisant wurde für seine militärischen Erfolge am 29. August 1866 mit dem Ritterkreuz des Maria-Theresien-Ordens ausgezeichnet.